# Theodor Schwann

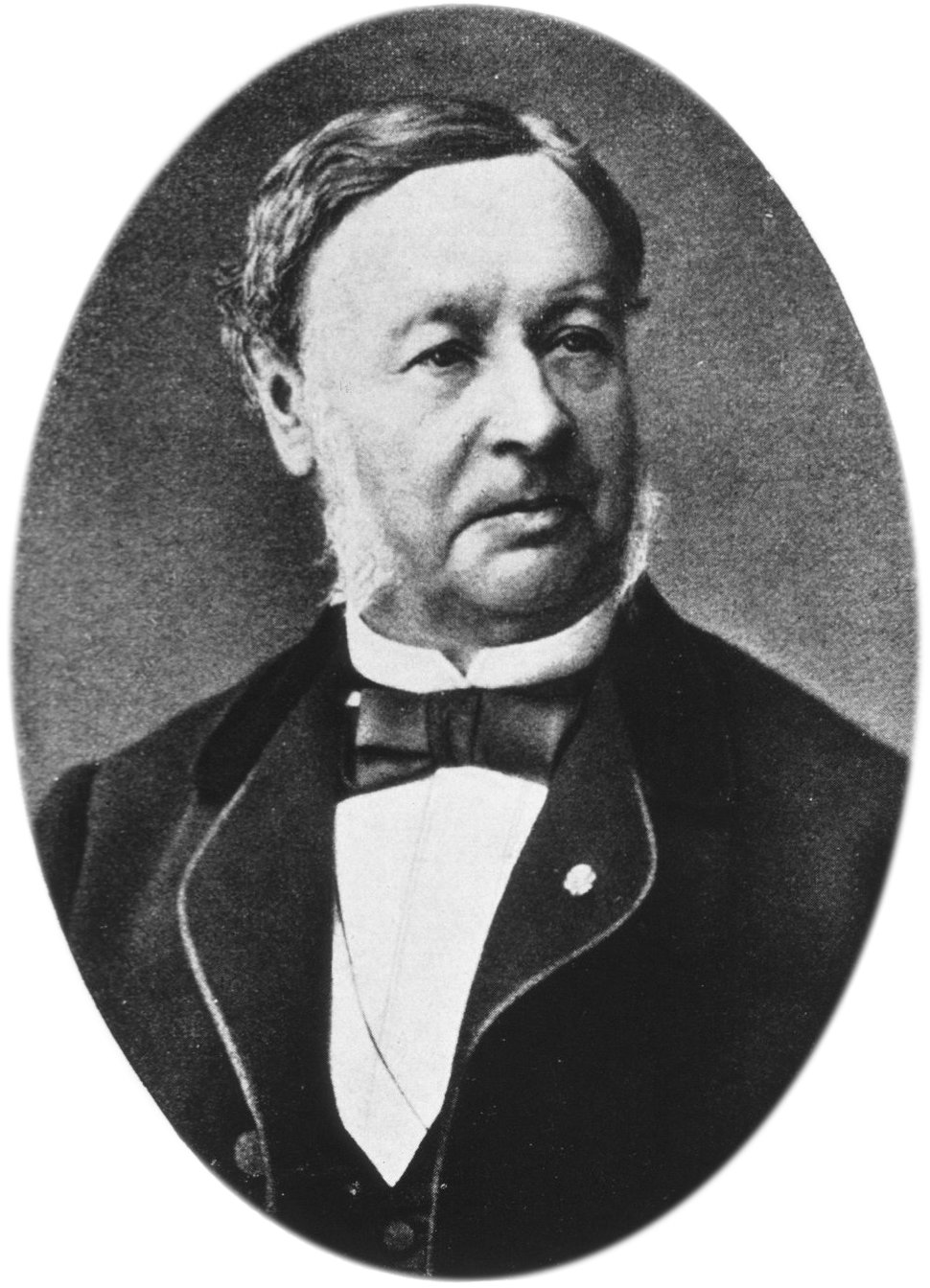
Theodor Schwann

Theodor Schwann (sinh ngày 7 tháng 12 năm 1810, Neuss, Đức; mất ngày 11 tháng 1 năm 1882, Köln, Đức), là một nhà tế bào học, mô học và sinh lý học người Đức. Ông là một trong những người tiên phong trong việc miêu tả tế bào như cấu trúc cơ bản của mô động vật.
Ông là học trò của Johannes Müller và làm giáo sư ở trường Đại học Louvain (từ 1838 đến 1848) và trường Liège (từ 1848). Là đồng tác giả của thuyết tế bào (cùng với Matthias Schleiden), Schwann đã mở rộng công trình của Schleiden và cho thấy tế bào là nền tảng của cả mô động vật lẫn thực vật. Ông đã nhận ra ý nghĩa sinh lý và hình thái học của tế bào trước các nhà khoa học khác cùng thời thế kỉ 19 và có thể được gọi là ông tổ của tế bào học. Ông tách triết được pepsin vào năm 1836 vào năm 1848 ông đã miêu tả lớp vỏ myelin, tế bào bọc ngoài của tế bào thần kinh, sau này được gọi theo tên ông (tế bào Schwann). Ông cũng giải thích bản chất sống của nấm men và đưa ra thuật ngữ chuyển hoá để diễn tả quá trình biến đổi hoá học xảy ra trong tế bào. Tác phẩm có ảnh hưởng lớn là Nghiên cứu ở mức độ hiển vi về tính thống nhất trong cấu trúc và sự phát triển của động vật và thực vật (1839).

## Tiểu sử
Cha của Schwann là một người rất có tài về cơ khí, lúc đầu là một người thợ kim hoàn, sau đó ông lập ra cơ nghiệp in ấn. Schwann được thừa hưởng sở thích của người cha, và niềm vui hồi nhỏ của ông là xây dựng những cái máy móc nhỏ đủ loại. Ông học ở trường cao đẳng Jesuit ở Köln và sau đó ở Bonn, nơi ông gặp Johannes Peter Müller, và không lâu sau trở thành người phụ tá cho những thí nghiệm sinh lý của Müller. Sau đó ông tới Wurzburg để tiếp tục học y khoa, và từ đó tới Berlin để tốt nghiệp vào năm 1834. Ở đây ông gặp lại Müller, lúc đó cũng tới Berlin, và đã được Müller thuyết phục đi vào con đường nghiên cứu khoa học và chỉ định làm phụ tá ở một viện giải phẫu. Năm 1838, Schwann được gọi vào làm về giải phẫu học tại trường Đại học Louvain của người Công giáo La Mã ở Louvain, Bỉ, nơi ông đã ở lại 9 năm. Năm 1847 ông tới làm giáo sư ở Liège, và ông đã làm việc ở đây cho tới lúc mất, năm 1882. Ông là người đặc biệt lịch sự, hoà nhã tốt bụng, và sùng đạo Thiên chúa giáo trong suốt cuộc đời.

## Sự nghiệp khoa học
Trong 4 năm dưới sự ảnh hưởng của Müller ở Berlin, những công trình có giá trị nhất của Schwann đã được hoàn thành. Müller trong lúc này đang hoàn thành cuốn sách nổi tiếng của ông về sinh lý, và Schwann đã giúp đỡ ông trong các thí nghiệm cần thiết cho công trình đó. Vì thế sự quan tâm của ông được hướng về mô thần kinh và cơ.
Müller cũng hướng sự quan tâm của ông về quá trình tiêu hoá. Năm 1836, trong khi ở Đại học Berlin, Schwann đã chỉ ra sự phụ thuộc cốt yếu của quá trình tiêu hóa vào sự có mặt của một chất lên men mà ông gọi là pepsin, trong dịch tách triết từ biểu mô dạ dày. Sau này, người ta biết đây là một loại enzyme tiêu hóa. Pepsin là enzyme đầu tiên tách được từ mô động vật. Năm 1837, Schwann đã kết luận rằng có cái gì đó trong không khí (mà bị phân hủy bởi nhiệt độ) là tác nhân gây ra sự thối rữa, nhưng bản thân không khí thì không. Schwann cũng xem xét lại câu hỏi về "học thuyết nảy sinh ngẫu phát" (spontaneous generation). Học thuyết nảy sinh ngẫu phát cho rằng bệnh là do lam sơn chướng khí. Ông đã phản biện nó sau này; và ông cũng khám phá ra bản chất hữu cơ của nấm men trong quá trình thí nghiệm. Thực tế là lý thuyết về mầm sống của Louis Pasteur cũng như ứng dụng của Joseph Lister vào việc khử trùng, đều có phần ảnh hưởng của ông.
Một lần khi ông ăn tối với Matthias Jakob Schleiden năm 1837, câu chuyện chuyển sang nhân của tế bào thực vật. Schwann nhớ là đã nhìn thấy một cấu trúc tương tự trong tế bào của dây sống (notochord) (được chỉ ra bởi Müller) và ngay lập tức nhận ra điều cốt yếu kết nối hai hiện tượng này. Sự giống nhau đã được xác nhận bởi cả hai nhà quan sát, và kết quả là một hợp tác khoa học về thuyết tế bào được tiến hành trong suốt hai năm sau đó.
Năm 1838, Schwann trở thành giáo sư tại Đại học Louvain, Bỉ. Thời gian này, ông cùng với Matthias Schleiden, phát triển thuyết tế bào. Học thuyết đã xác minh tế bào là phần tử cơ bản của thực vật và động vật. Schwann và Schleiden ghi nhận rằng một số loài là đơn bào, một số là đa bào. Họ cũng ghi nhận màng tế bào, nhân và tế bào chất là đặc điểm chung của mọi tế bào và miêu tả chúng bằng cách so sánh nhiều mô thực vật và động vật khác nhau. Năm 1839, Schwann đưa ra giả thuyết rằng tất cả các loài đều được cấu tạo từ tế bào. Cùng với Matthias Schleiden, ông đã hệ thống hoá thuyết tế bào của sự sống. Những quan sát này cùng với thuyết tế bào đã được ghi lại trong tác phẩm của Schwann Nghiên cứu ở mức độ hiển vi về tính thống nhất trong cấu trúc và sự phát triển của động vật và thực vật xuất bản năm 1839 ở Berlin.
Lý thuyết tế bào vì thế được hình thành, và Schwann là học trò đầu tiên của Müller đã phá vỡ "thuyết sống" cổ điển và tìm ra cách giải thích về mặt lý hoá học của sự sống. Trong quá trình xác minh thuyết tế bào, ông đã xét kỹ lưỡng lại toàn bộ mô học, và chứng minh nguồn gốc và sự phát triển từ tế bào của những mô biệt hoá ở mức độ cao nhất như móng sừng, lông vũ hay men. Sự tổng quát hoá của ông trở thành nền móng cho mô học hiện đại, và đối với Rudolf Virchow (người có những nghiên cứu về tế bào bệnh học được suy diễn từ Schwann), sự tổng quát hoá ấy đã đặt bệnh học hiện đại trên một cơ sở khoa học thực sự.
Năm 1848, Schwann làm giáo sư tại Đại học Liège, Bỉ. Trong khi ở đó, ông đã tìm ra rằng sự lên men của đường và tinh bột là kết quả của một quá trình sống, có sự tham gia của nấm men. Ông cũng đã nghiên cứu sự co cơ cùng với cấu trúc thần kinh, và cũng tìm ra cơ vân ở phần trên thực quản và lớp vỏ myelin ở axon ngoại biên mà chúng ta gọi là tế bào Schwann. Bên cạnh việc khám phá ra lớp vỏ của sợi thần kinh mang tên ông, ông cũng bắt đầu những nghiên cứu về sự co cơ mà sau đó được nghiên cứu kĩ lưỡng hơn bởi Emil du Bois-Reymond và những người khác. Ông cũng thực hiện những thí nghiệm nhằm bác bỏ thuyết "nảy sinh ngẫu phát" (spontaneous generation). Schwann đặt ra thuật ngữ "chuyển hóa" để miêu tả sự biến đổi hoá học trong các mô sống và hệ thống hoá những nguyên tắc cơ bản của phôi thai học bằng cách quan sát thấy trứng là một tế bào đơn và phát triển thành cơ thể hoàn thiện.